# Elecciones municipales de Mariscal Nieto de 1995
Las elecciones municipales de Mariscal Nieto de 1995 se llevaron a cabo el 12 de noviembre de 1995 para elegir al alcalde y al Concejo Provincial de Mariscal Nieto para el periodo 1996-1998. La elección se celebró simultáneamente con elecciones municipales en todo el país.

## Sistema electoral
La Municipalidad Provincial de Mariscal Nieto es el órgano administrativo y de gobierno de la provincia de Mariscal Nieto. Está compuesta por el alcalde y el Concejo Provincial.
La votación del alcalde y el concejo se realiza en base al sufragio universal, que comprende a todos los ciudadanos nacionales mayores de dieciocho años, empadronados y residentes en la provincia de Mariscal Nieto y en pleno goce de sus derechos políticos, así como a los ciudadanos no nacionales residentes y empadronados en la provincia de Mariscal Nieto.
El Concejo Provincial de Mariscal Nieto está compuesto por 14 regidores elegidos por sufragio directo para un período de tres (3) años, en forma conjunta con la elección del alcalde (quien lo preside) La votación es por lista cerrada y bloqueada. Se asigna a la lista ganadora los escaños según el método d'Hondt o la mitad más uno, lo que más le favorezca. Es elegido como alcalde el candidato que ocupe el primer lugar de la lista que haya obtenido la más alta votación.

## Composición del Concejo Provincial de Mariscal Nieto
La siguiente tabla muestra la composición del Concejo Provincial de Mariscal Nieto en funciones antes de las elecciones.
| Partidos | Partidos                                                              | Regidores |
| -------- | --------------------------------------------------------------------- | --------- |
|          | Frente Nacional de Trabajadores y Campesinos                          | 11        |
|          | Lista Independiente N° 11 Lista Independiente Unificada               | 3         |
|          | Lista Independiente N° 3 Movimiento Independiente Comunidad en Marcha | 3         |
|          | Acción Popular                                                        | 1         |
|          | Izquierda Unida                                                       | 1         |

## Partidos y candidatos
A continuación se muestra una lista de los principales partidos y alianzas electorales que participaron en las elecciones:
| Candidatura | Candidatura | Partidos y alianzas                                                                      | Candidatos | Candidatos                     | Ideología                                | Resultado previo | Resultado previo | Ref. |
| Candidatura | Candidatura | Partidos y alianzas                                                                      | Candidatos | Candidatos                     | Ideología                                | Votos (%)        | Reg.             | Ref. |
| ----------- | ----------- | ---------------------------------------------------------------------------------------- | ---------- | ------------------------------ | ---------------------------------------- | ---------------- | ---------------- | ---- |
|             | AP          | Lista - Acción Popular (AP)                                                              |            | Sin información disponible     | Humanismo Nacionalismo cívico Reformismo | 6.57%            | 1                |      |
|             | IND         | Lista - Lista Independiente N° 13 Movimiento Independiente Por el Desarrollo de Moquegua |            | Sin información disponible     | Localismo nietino                        | Nuevo            | Nuevo            |      |
|             | IND         | Lista - Lista Independiente N° 15 Alternativa Moquegua                                   |            | Sin información disponible     | Localismo nietino                        | Nuevo            | Nuevo            |      |
|             | IND         | Lista - Lista Independiente N° 17 Movimiento Cívico Vecinal Moquegua                     |            | Sin información disponible     | Localismo nietino                        | Nuevo            | Nuevo            |      |
|             | IND         | Lista - Lista Independiente N° 19 Juntos por Moquegua                                    |            | Cristala Constantinides Rosado | Localismo nietino                        | Nuevo            | Nuevo            |      |

Otros candidatos
| Partidos y alianzas | Partidos y alianzas                                                | Candidatos                 |
| ------------------- | ------------------------------------------------------------------ | -------------------------- |
|                     | Lista Independiente N° 3 Frente de Integración Vecinal San Antonio | Sin información disponible |
|                     | Lista Independiente N° 5 Salvemos Unidos Moquegua                  | Sin información disponible |
|                     | Lista Independiente N° 7 El Perú no Puede Parar Moquegua           | Sin información disponible |
|                     | Lista Independiente N° 9 Fuerza Moquegua                           | Sin información disponible |
|                     | Lista Independiente N° 11 Frente Regional Integración Moquegua     | Sin información disponible |
|                     | Lista Independiente N° 21 Contigo Moquegua                         | Sin información disponible |

## Resultados

### Sumario general
|                        |                                                                                  |              |              |              |           |           |
| Partidos y coaliciones | Partidos y coaliciones                                                           | Voto popular | Voto popular | Voto popular | Regidores | Regidores |
| Partidos y coaliciones | Partidos y coaliciones                                                           | Votos        | %            | ±pp          | Total     | +/−       |
|                        | Lista Independiente N° 19 Juntos por Moquegua                                    | 10,068       | 40.19        | n/a          | 8         | +8        |
|                        | Lista Independiente N° 13 Movimiento Independiente Por el Desarrollo de Moquegua | 6,956        | 27.77        | n/a          | 4         | +4        |
|                        | Lista Independiente N° 15 Alternativa Moquegua                                   | 2,128        | 8.49         | n/a          | 1         | +1        |
|                        | Lista Independiente N° 17 Movimiento Cívico Vecinal Moquegua                     | 2,058        | 8.22         | n/a          | 1         | +1        |
|                        | Acción Popular (AP)                                                              | 1,583        | 6.32         | –0.25        | 0         | –1        |
|                        | Lista Independiente N° 21 Contigo Moquegua                                       | 520          | 2.08         | n/a          | 0         | ±0        |
|                        | Lista Independiente N° 11 Frente Regional Integración Moquegua                   | 497          | 1.98         | n/a          | 0         | ±0        |
|                        | Lista Independiente N° 5 Salvemos Unidos Moquegua                                | 458          | 1.83         | n/a          | 0         | ±0        |
|                        | Lista Independiente N° 7 El Perú no Puede Parar Moquegua                         | 367          | 1.47         | n/a          | 0         | ±0        |
|                        | Lista Independiente N° 3 Frente de Integración Vecinal San Antonio               | 273          | 1.09         | n/a          | 0         | ±0        |
|                        | Lista Independiente N° 9 Fuerza Moquegua                                         | 143          | 0.57         | n/a          | 0         | ±0        |
|                        |                                                                                  |              |              |              |           |           |
| Total                  | Total                                                                            | 25,051       |              |              | 14        | –5        |
|                        |                                                                                  |              |              |              |           |           |
| Votos válidos          | Votos válidos                                                                    | 25,051       | 82.54        | +5.47        |           |           |
| Votos en blanco        | Votos en blanco                                                                  | 2,795        | 9.21         | +4.52        |           |           |
| Votos nulos            | Votos nulos                                                                      | 2,505        | 8.25         | –9.98        |           |           |
| Votos emitidos         | Votos emitidos                                                                   | 30,351       | 83.75        | +7.72        |           |           |
| Abstenciones           | Abstenciones                                                                     | 5,889        | 16.25        | –7.72        |           |           |
| Votantes registrados   | Votantes registrados                                                             | 36,240       |              |              |           |           |
|                        |                                                                                  |              |              |              |           |           |
| Fuente:                |                                                                                  |              |              |              |           |           |

## Elecciones municipales distritales

### Resultados por distrito
La siguiente tabla enumera el control de los distritos de la provincia de Mariscal Nieto. El cambio de mando de una organización política se resalta del color de ese partido.
| Distrito                 | Alcalde(sa) titular       | Partido político | Partido político                | Alcalde(sa) electo(a) | Partido político | Partido político          |
| ------------------------ | ------------------------- | ---------------- | ------------------------------- | --------------------- | ---------------- | ------------------------- |
| Carumas                  | Carlos Córdova Vizcarra   |                  | Izquierda Unida                 | Manuel Arana Colana   |                  | Lista Independiente N° 41 |
| Cuchumbaya               | Reyno Gonzales Tito       |                  | Partido Aprista Peruano         | Elisbán Cóndor Romero |                  | Lista Independiente N° 51 |
| Samegua                  | Miguel Zeballos Málaga    |                  | Lista Independiente N° 5        | José Flores Vera      |                  | Lista Independiente N° 27 |
| San Cristóbal de Calacoa | Justo Quispe Vizcarra     |                  | Democrático de Izquierda        | Justo Quispe Vizcarra |                  | Lista Independiente N° 19 |
| Torata                   | Quintiliano Huacho Mamani |                  | Frente Nacional de Trabajadores | Cirilo Sosa Coayla    |                  | Lista Independiente N° 39 |